# Omotemnus
Omotemnus är ett släkte av skalbaggar. Omotemnus ingår i familjen Dryophthoridae.

## Bildgalleri

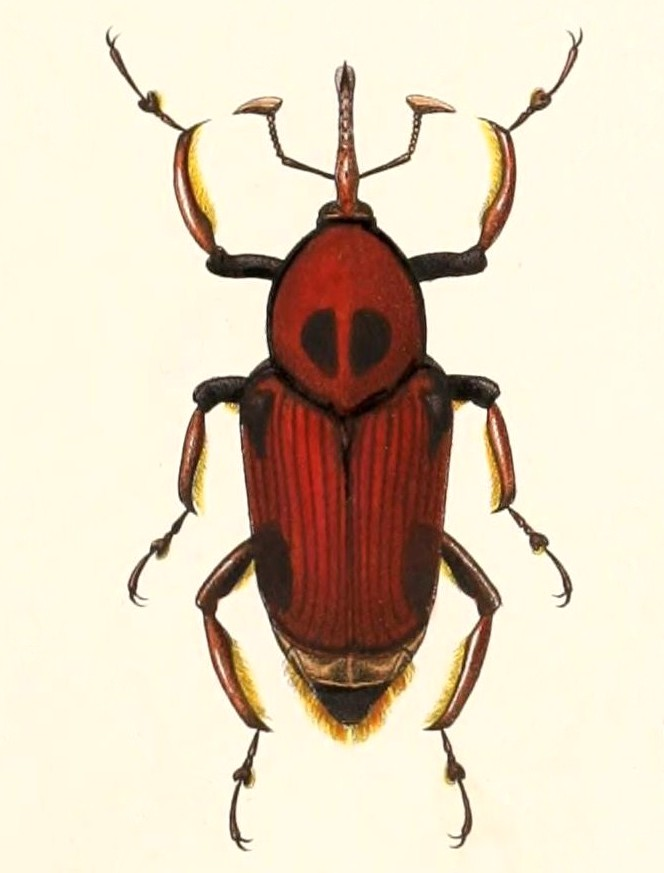

## Dottertaxa tillOmotemnus, i alfabetisk ordning[1]
- Omotemnus bisignatus
- Omotemnus blandus
- Omotemnus carnifex
- Omotemnus ceylanensis
- Omotemnus cinctus
- Omotemnus coelirostris
- Omotemnus compressirostris
- Omotemnus conicus
- Omotemnus cryptodiacrites
- Omotemnus fleutiauxi
- Omotemnus gracilis
- Omotemnus hauseri
- Omotemnus introducens
- Omotemnus miniatocrinitus
- Omotemnus nanus
- Omotemnus niassicus
- Omotemnus nigrocrinitus
- Omotemnus nigrosignatus
- Omotemnus princeps
- Omotemnus reaumuri
- Omotemnus regalis
- Omotemnus rhinocerus
- Omotemnus sanguinosus
- Omotemnus seriatus
- Omotemnus serrirostris
- Omotemnus stolzi
- Omotemnus swierstrae
- Omotemnus variabilis
- Omotemnus vicarius
- Omotemnus vitticollis
- Omotemnus x-rufum